# Roksytromycyna
Roksytromycyna – antybiotyk z grupy makrolidów, zaliczana często do makrolidów II generacji.
Jak wszystkie makrolidy wywiera efekt bakteriostatyczny przez hamowanie syntezy białek bakteryjnych.

## Farmakokinetyka
Roksytromycyna odznacza się szczególnie korzystnymi parametrami farmakokinetycznymi. Bardzo dobrze przenika do tkanek ustrojowych, prawdopodobnie dzięki dużej lipofilności. Ponadto ma zdolność kumulowania się we wnętrzu komórek. Dzięki tym właściwościom roksytromycyna osiąga duże stężenie w miejscu zakażenia i tym samym jej skuteczność jest duża.
Innym korzystnym parametrem jest wyjątkowo długi biologiczny okres półtrwania. Lek długo utrzymuje się w organizmie, co umożliwia podawanie go raz dziennie. Ponieważ wchłania się dobrze i szybko z przewodu pokarmowego, może być podawana doustnie.
Roksytromycyna nie hamuje aktywności wątrobowego cytochromu P450.

## Zakres działania i zastosowanie
Roksytromycyna jest szczególnie aktywna wobec bakterii z rodzajów Chlamydia, Legionella, Haemophillus oraz wobec niektórych innych bakterii Gram-ujemnych i beztlenowych. Z tego względu z powodzeniem stosuje się ją w leczeniu zakażeń dróg oddechowych, moczowych, skóry oraz tkanek miękkich.

### Preparaty
- Rolicyn – tabletki 50, 100, 150 mg.
- Rulid – tabletki 100 i 150 mg, granulat do sporządzania zawiesiny doustnej 50 mg.
- Renicin – tabletki 150 mg.
- Roxiratio – tabletki 150 mg.
- Xitrocin – tabletki 50, 100,150 mg.
- Roxitron – tabletki 150 mg.

Podobne właściwości wykazuje klarytromycyna.